# Île de Californie
 (février 2016).
Si vous disposez d'ouvrages ou d'articles de référence ou si vous connaissez des sites web de qualité traitant du thème abordé ici, merci de compléter l'article en donnant les références utiles à sa vérifiabilité et en les liant à la section « Notes et références ».

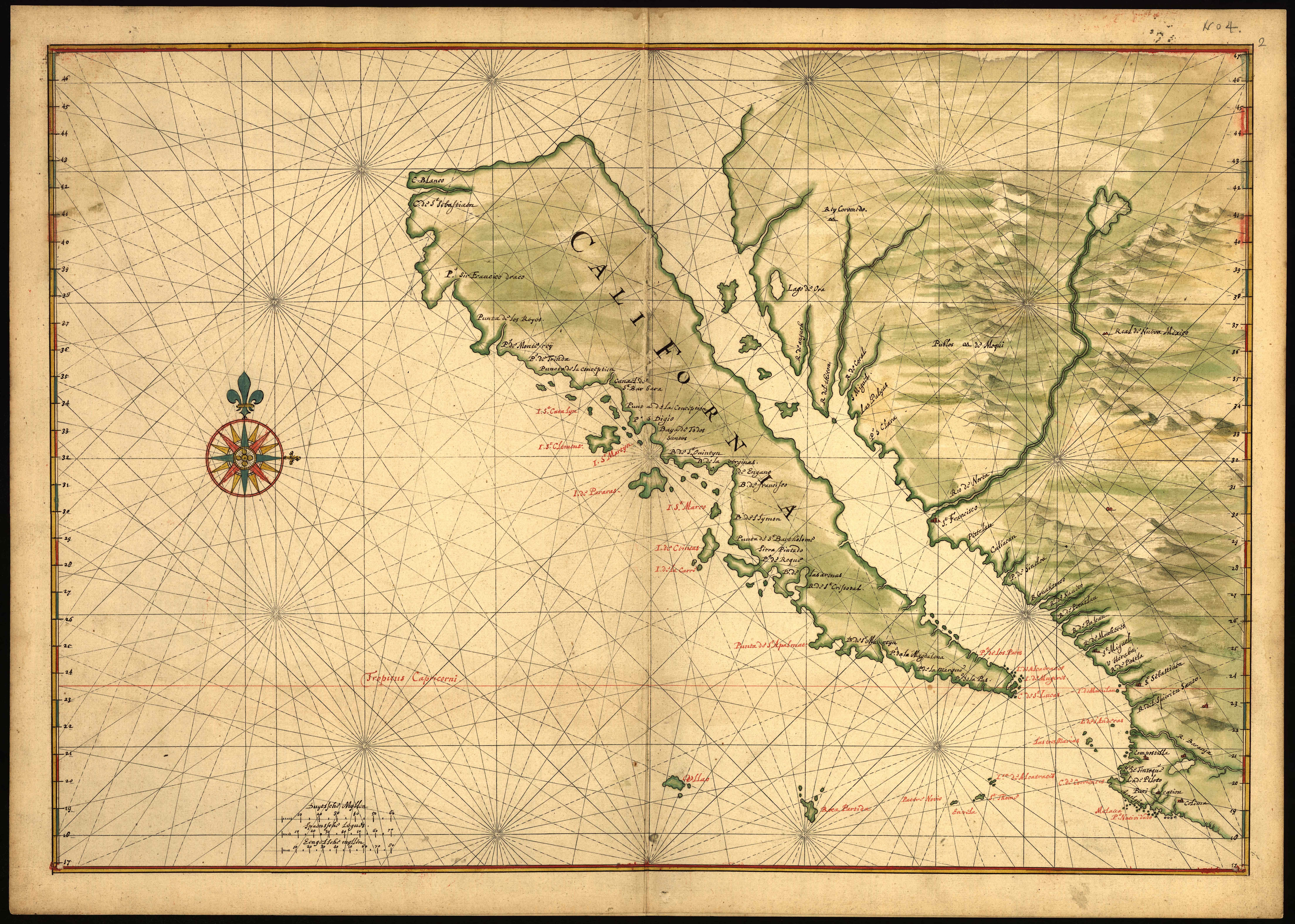
Carte de la Basse-Californie vers 1650, par Joan Vinckeboons.

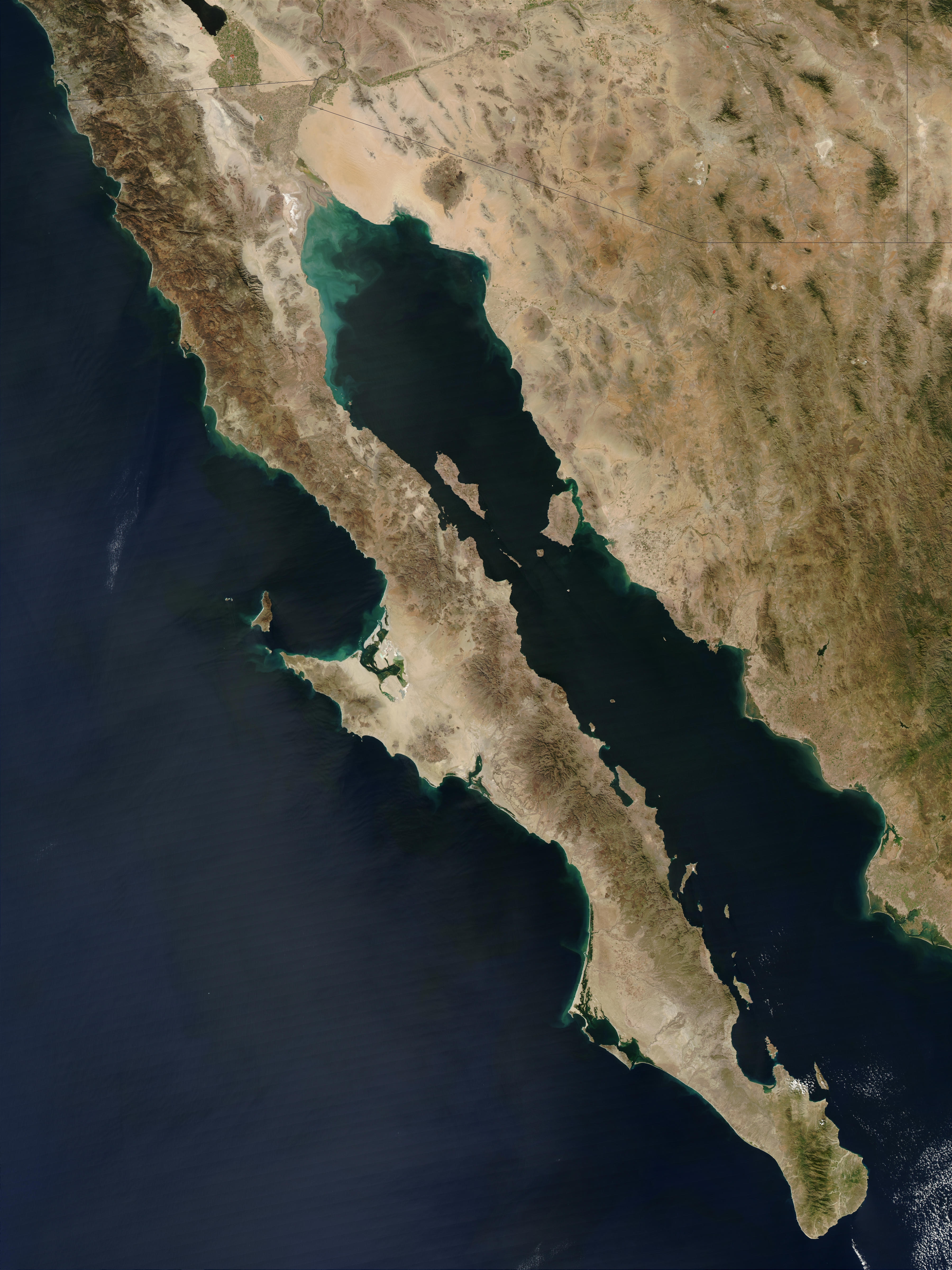
Photo-satellite de la Basse-Californie.

L’expression île de Californie fait référence à une erreur commise par les géographes européens du XVIe siècle, selon laquelle la Californie, au départ contrée inexplorée et en partie mythifiée, était une île séparée du continent américain par la Mare Californica. Cette erreur est liée à un autre mythe géographique, celui du détroit d'Anián.
L'idée de l'île de Californie apparaît dans un roman de chevalerie écrit en 1496, époque où les Espagnols ne connaissent du Nouveau Monde, qu'ils identifient encore aux « Indes » (asiatiques), que les îles des Caraïbes et la région de l'isthme de Panama. Ce n'est qu'en 1521, après la conquête de l'Empire aztèque par Hernán Cortés, que les Espagnols sont en mesure d'explorer les territoires correspondant à la « Californie », ce qui ne se réalise qu'à partir de 1533, notamment en 1539 avec Francisco de Ulloa, qui atteint le fond du golfe de Californie.
L'île de Californie est alors identifiée avec la péninsule de Basse-Californie, qui apparaît sur les cartes non pas comme une péninsule mais comme une île allongée. En dépit des preuves contraires rapportées par les explorateurs ultérieurs, cette erreur a continué d'apparaitre pendant deux siècles sur de nombreuses cartes, devenant une des plus fameuses erreurs cartographiques de l'Histoire. 

## L'origine littéraire de l'île de Californie
La première mention connue de la légende de l’île de Californie se trouve dans le roman Las sergas de Esplandián de Garci Rodríguez de Montalvo écrit en 1496, et édité, pour autant qu'on sache, seulement en 1510 à Séville. Il s'agit d'un ouvrage du cycle d'Amadis de Gaule.
Rodriguez écrit notamment :

« Sache qu'à main droite des Indes il y a une île appelée Californie très proche du bord du paradis terrestre ; elle est peuplée de femmes noires, sans aucun homme parmi elles, car elles vivent à la façon des Amazones. Elles étaient belles et robustes, de valeur fougueuse et de grande force. L'île était grande, avec ses rochers escarpés. Leurs armes étaient toutes en or. Elles domptaient des animaux sauvages et leur mettaient des harnais. Dans toute l'île, il n'y avait aucun métal sinon de l'or. »

Il est probable que cette description de Montalvo a favorisé l'identification par les premiers explorateurs de la péninsule de Basse-Californie comme étant l'île du roman.
Dans le roman, l'île est dirigée par Calafia (en) ou Califia, reine de Californie dont le personnage est diversement célébré à partir du XXe siècle notamment dans des œuvres artistiques.

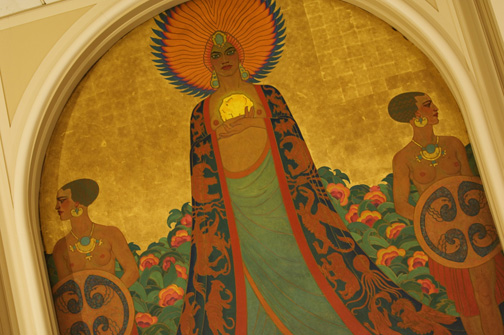
Détail de la fresque représentant Calafia à l', San Francisco, 1926.

## Les explorations initiales

### Expéditions commanditées par Hernan Cortés
Après la chute de l'Empire aztèque, Hernan Cortés devient capitaine général de la colonie de Nouvelle-Espagne (capitale : Mexico). Il s'intéresse d'abord à l'exploration des régions situées au sud : Honduras et Guatemala (1523-1526). 
En 1529, il rentre en Espagne afin de négocier les conditions de l'exploration des régions situées au nord-ouest de Mexico et de l'océan Pacifique.
Rentré en 1530, il lance en 1532 sa première expédition, qui permet à Diego Hurtado de Mendoza de découvrir les îles Tres Marias. En 1533, la seconde expédition aboutit à la découverte des îles Revillagigedo (Hernando de Grijalva) et de l'extrémité sud de la péninsule de Californie (Fortún Ximénez). La troisième expédition (1535), dirigée par Cortés lui-même, tente d'établir un poste sur la péninsule de Californie (baie de Santa Cruz), mais Cortés est alors interrompu par l'arrivée à Mexico en novembre 1535 du vice-roi de Nouvelle-Espagne nommé par Charles Quint, Antonio de Mendoza, qui devient son supérieur hiérarchique. 
La quatrième expédition n'a lieu qu'en 1539 : Francisco de Ulloa est chargé d'explorer la zone située au-delà de la baie de Santa Cruz. Il découvre alors le golfe de Californie, qu'il nomme « mer de Cortés » et atteint le fond du golfe où se trouve l'embouchure du rio Colorado, nommant cet endroit « anse de saint André ». Il redescend ensuite vers le sud jusqu'à Santa Cruz, puis remonte la côte occidentale de la péninsule jusqu'à l'île Cedros.

### Autres
En 1539, le Franciscain Marcos de Niza mène une exploration dans la région de la rivière Gila, affluent du Colorado, et en revient en affirmant qu'il a trouvé « Cibola », une des légendaires cités d'or, issues d'un mythe remontant au Moyen Âge (les Sept évêques de Mérida et les Sept Cités d'or qu'ils auraient créées loin dans des îles de la mer Océane).
Dès 1540, le vice-roi met sur pied une expédition militaire sous le commandement de Francisco Vásquez de Coronado, gouverneur de la Nouvelle-Galice depuis 1538, accompagné d'une escadre commandée par Hernando de Alarcón. Celui-ci atteint, comme Ulloa, l'embouchure du Colorado, auquel il donne le nom de río de Nuestra Señora del Buen Guía, puis le remonte jusqu'au confluent de la Gila, sans rencontrer Vasquez de Coronado, qui se trouve plus à l'est. 
À l'endroit où l'a amené Marcos de Niza, qui sert de guide, Vasquez de Coronado ne trouve qu'un village zuni, Hawikuth. Il part ensuite pour un long périple vers l'est à travers les actuels États du Nouveau-Mexique, du Texas et du Kansas, vers la cité de « Quivira », nouvelle déception. Un de ses lieutenants, chargé d'une excursion en direction du Colorado, est le premier Européen à voir le Grand Canyon.

## Cartes de la Basse-Californie comme une île

### 1650, Joan Vinckeboons
La carte ci-dessus (haut de page), datée de 1650, est l'œuvre d'un cartographe néerlandais des Provinces-Unies, Joan Vinckeboons (1617-1670), employé de la Compagnie néerlandaise des Indes occidentales. 
Cette carte, où se trouvent les îles Tres Marías, semble ignorer l'existence du fleuve Colorado, pourtant connu depuis Francisco de Ulloa (1539) et Hernando de Alarcon (1540).

### 1685, Hugo Allard

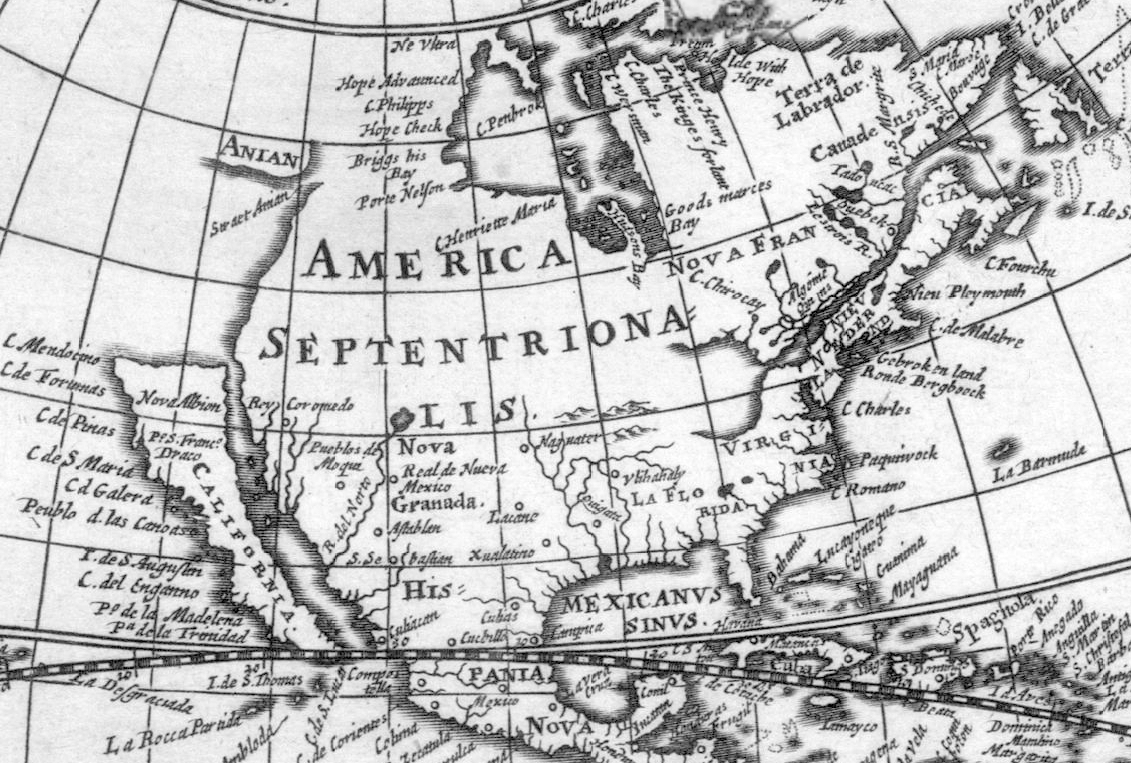
L'Amérique du Nord selon Hugo Allart, 1685.

Il s'agit d'un extrait (America Septentrionalis) du planisphère d'Hugo Allart, Novissima totius terrarum orbis tabula (« Tableau mis à jour de tout l'orbe des terres »), publié à Amsterdam en 1685. 
Hugo Allart (1620-1684) était un cartographe néerlandais qui a travaillé à Tournai (comté de Flandre, possession des rois d'Espagne depuis le règne de Charles Quint), mais aussi à Amsterdam, dans les Provinces-Unies.
Le nom « Anian » apparaît au nord du continent, à la latitude de la baie d'Hudson ; plus au sud, la péninsule de Basse-Californie (California) est encore une île.

### 1687, Guillaume Sanson

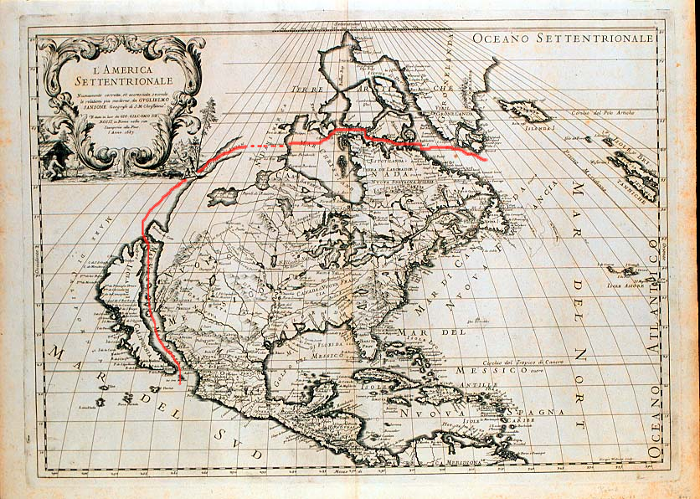
L'Amérique du Nord selon Guillaume Sanson, 1687.

Cette carte (L'America Settentrionale) A été publiée à Rome en 1687. Guillaume Sanson (1633-1703) était un cartographe français.

### 1766

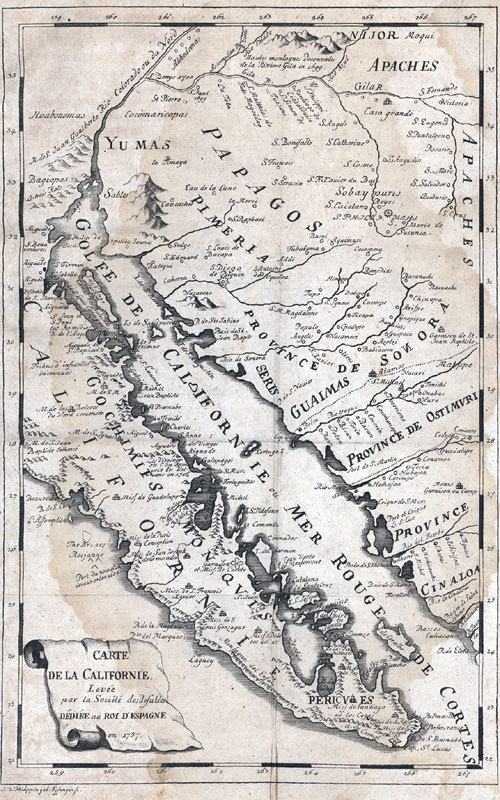
Les Californies en 1766.